# La Croisière
La Croisière è un film del 2011 diretto da Pascale Pouzadoux.

## Trama
Su una nave da crociera si incrociano i destini di diversi personaggi: Raphaël sta seguendo sua moglie, la quale è partita con l'amante, ma per farlo si imbarca clandestinamente e si traveste da donna per sfuggire alla sicurezza; Simone è un'anziana signora che porta il cane nella borsetta; Hortense è un'allevatrice di maiali bretoni in cerca di suo marito che non è più tornato dal bagno da quando sono arrivati; Chloe è una borseggiatrice di periferia con il cuore spezzato; e Alix è una parigina iper-stressata, che i suoi colleghi che non sopportavano più e l'hanno mandata in crociera per sbarazzarsi di lei, facendole credere che lì avrebbe avuto un incontro di lavoro. Tutti loro si incontreranno per caso e vivranno insieme un'esperienza indimenticabile, dove ognuno riuscirà a risolvere i propri problemi grazie agli altri e a trovare in essi la propria felicità.